# Oscar Niemeyer
Oscar Ribeiro de Almeida Niemeyer Soares Filho (n. 15 decembrie 1907, Rio de Janeiro, Brazilia – d. 5 decembrie 2012, Rio de Janeiro, Brazilia) a fost un arhitect brazilian, dintre cei mai importanți arhitecți  moderniști și dintre pionierii folosirii betonului armat în arhitectură ca element estetic (spre deosebire de brutalism, care îl folosea din alte puncte de vedere).

## Arhitectura lui Niemeyer
Clădirile realizate de Nyemeyer sunt caracterizate ca spațioase și expunând structurile lor în mod elegant privirii, amestecând plinul și  golul pentru a crea motive și repetiții neconvenționale, adesea fiind susținute de piloni. Lăudat și criticat în egală măsură precum că ar fi,  mai ales, un „sculptor de monumente,”  Niemeyer este considerat a fi unul dintre cei mai mari arhitecți contemporani, dar și ai secolului 20.
În schimb, detractorii acestuia îl acuză ca ar fi naiv, frivol, nedemn de titlul de arhitect, folosind în mod derogatoriu sintagma de „arhitect oficial,” ca o referire la funcția sa de arhitect principal al construirii de la zero a capitalei Braziliei, Brasilia, precum și a respectului de care se bucură arhitectul Oscar Niemeyer între arhitecți și politicieni..
Cele mai cunoscute opere ale marelui arhitect brazilian sunt, probabil, clădirile publice pe care acesta le-a proiectat și realizat pentru orașul Brasília, considerat în întregimea sa, având un loc distinct în patrimoniul universal al UNESCO.

### Primele lucrări
În 1936, Lúcio Costa a fost numit de către ministrul educației de atunci, Gustavo Capanema, ca arhitect șef și coordonator al proiectării și construcției noii clădiri a Ministerului educației și sănătății publice din Rio de Janeiro. În 1939, Niemeyer a devenit liderul unei echipe de arhitecți brazilieni, printre care se numărau Lúcio Costa, Carlos Leão, Affonso Eduardo Reidy, Jorge Moreira, Ernani Vasconcellos și el însuși, avându-l pe Le Corbusier ca mentor și consultant, pentru proiectul (aceluiași Minister al educației) de creare a așa numitului atunci novo homem, Brasileiro e moderno – un om nou, brazilian și modern.
În 1939, Niemeyer, împreună cu Lúcio Costa, a proiectat pavilionul brazilian al Expoziției universale, care urma să se desfășoare în orașul New York City.  Realizarea în sine a pavilionului a fost executată de cei doi arhitecți brazilieni împreună cu arhitectul american Paul Lester Wiener. Impresionat de produsul final, primarul orașului New York de atunci, Fiorello La Guardia, i-a decernat lui Niemeyer, în semn suprem de onoare, cheile orașului New York.

## Anii 1940 și 1950

### Brasilia

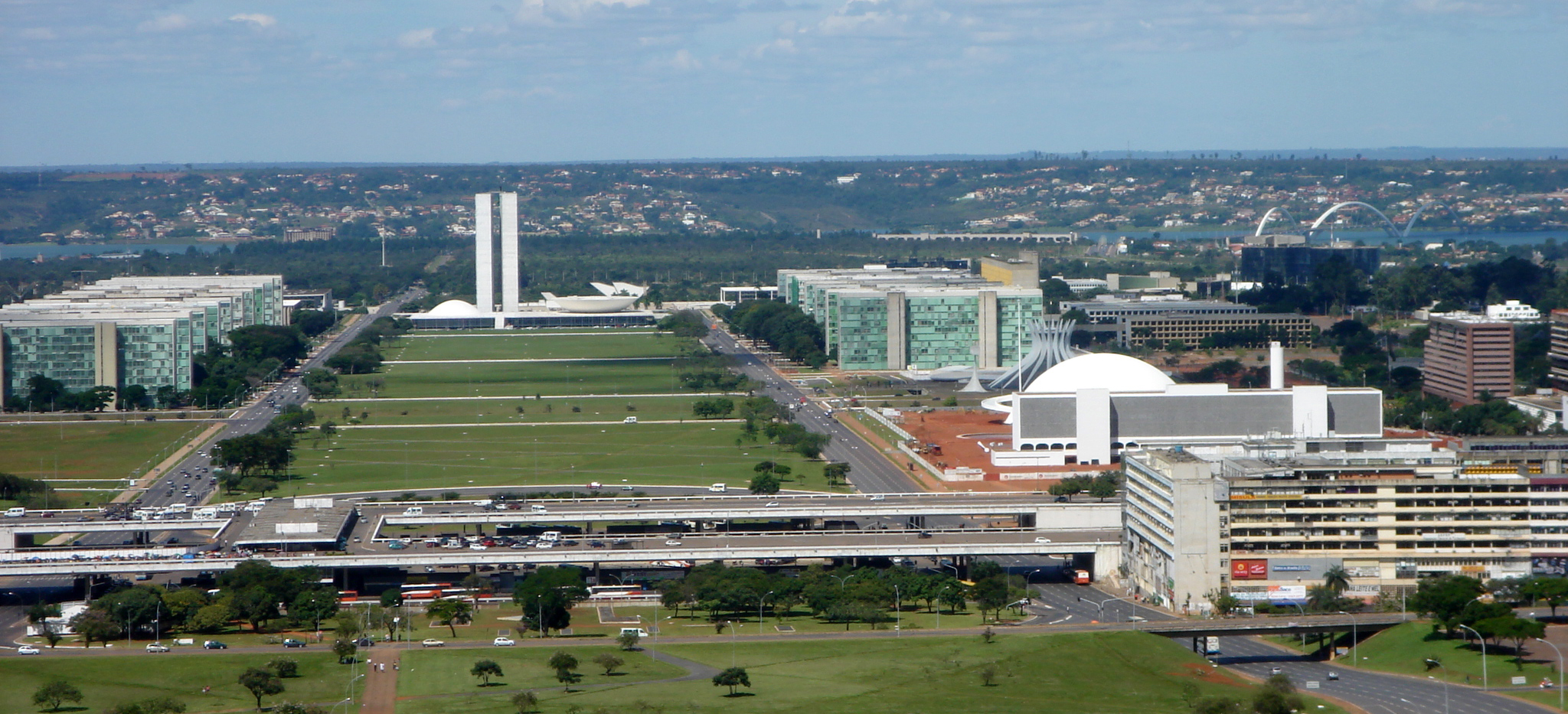
Ministries Esplanade, pe care se găsesc mai multe din clădirile lui Niemeyer – Congresul Naţional, Catedrala, Muzeul Naţional şi Biblioteca Naţională – Brasilia, D.F., imagine din anul 2006.

După o idee lansată încă de la sfârșitul secolului al XVIII-lea și susținută de foarte mulți brazilieni, respectiv cu importantul suport al președintelui brazilian de atunci, Juscelino Kubitschek, Niemeyer a organizat un concurs pentru proiectarea noii capitale a țării, Brasília.  Câștigătorul concursului a fost maestrul și prietenul lui Niemayer, Lúcio Costa. În final, Costa va realiza planificarea urbanistică a Brasíliei, iar Niemeyer va proiecta, împreună cu alți arhitecți, un număr semnificativ de clădiri.

## Galerie de imagini

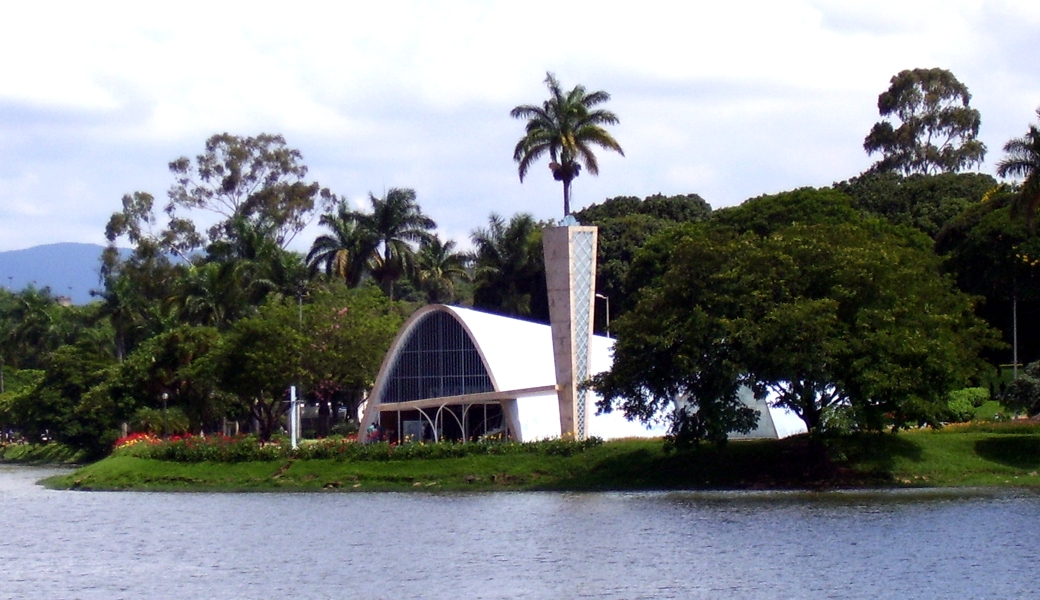
Biserica São Francisco de Assis, Belo Horizonte, Minas Gerais, Brazilia
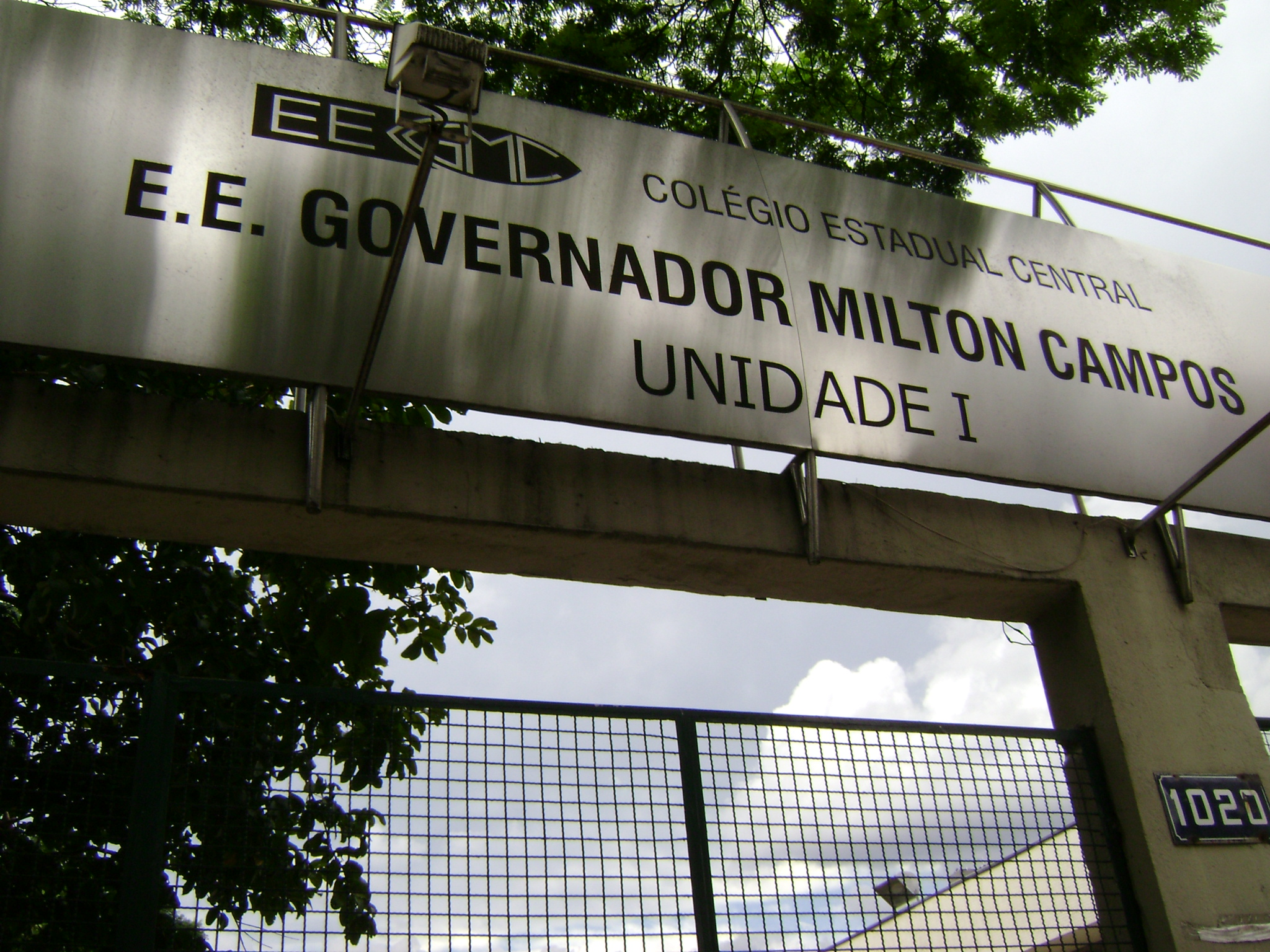
Colegiul Estadual Central, în Belo Horizonte, proiect al lui Oscar Niemeyer
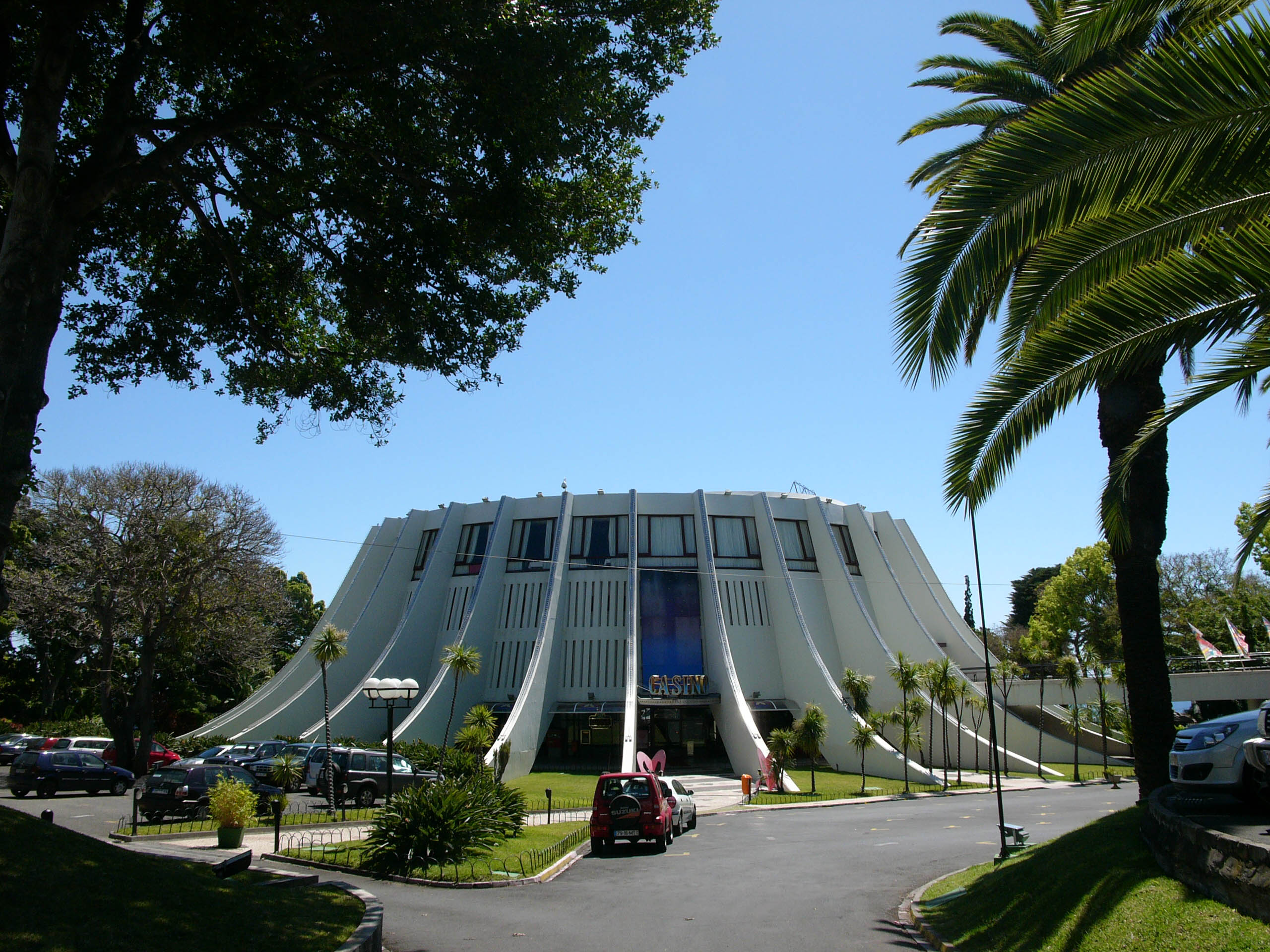
Cazinou în Funchal, Madeira
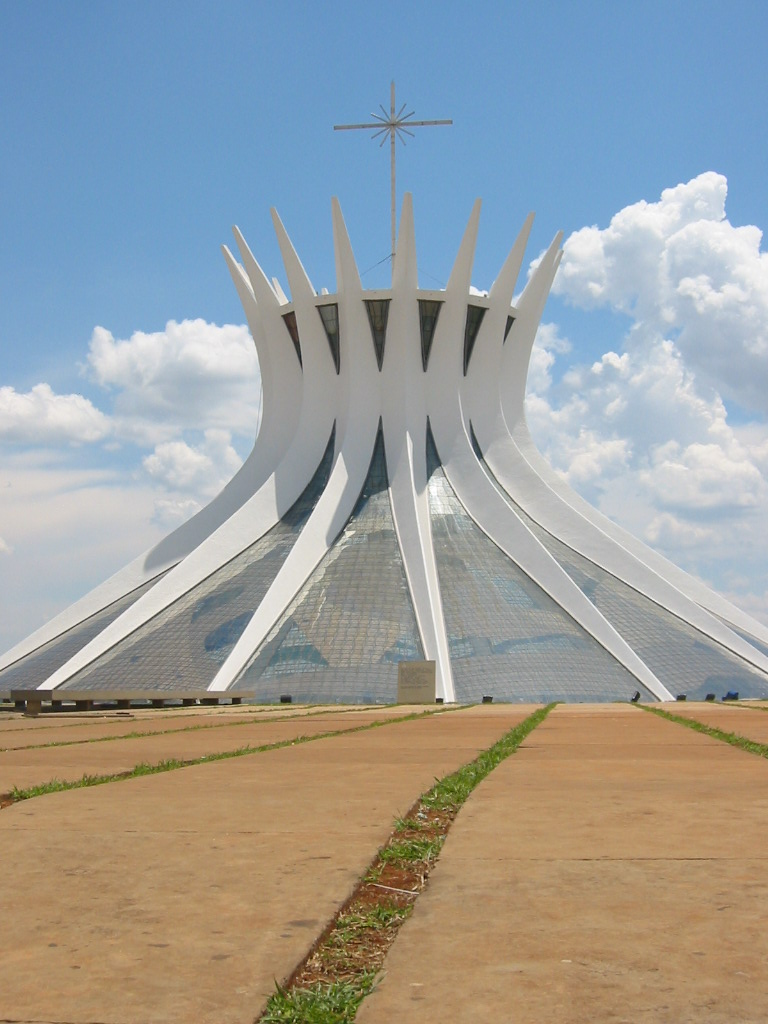
Catedrala din Brasília, structură hiperboloidală
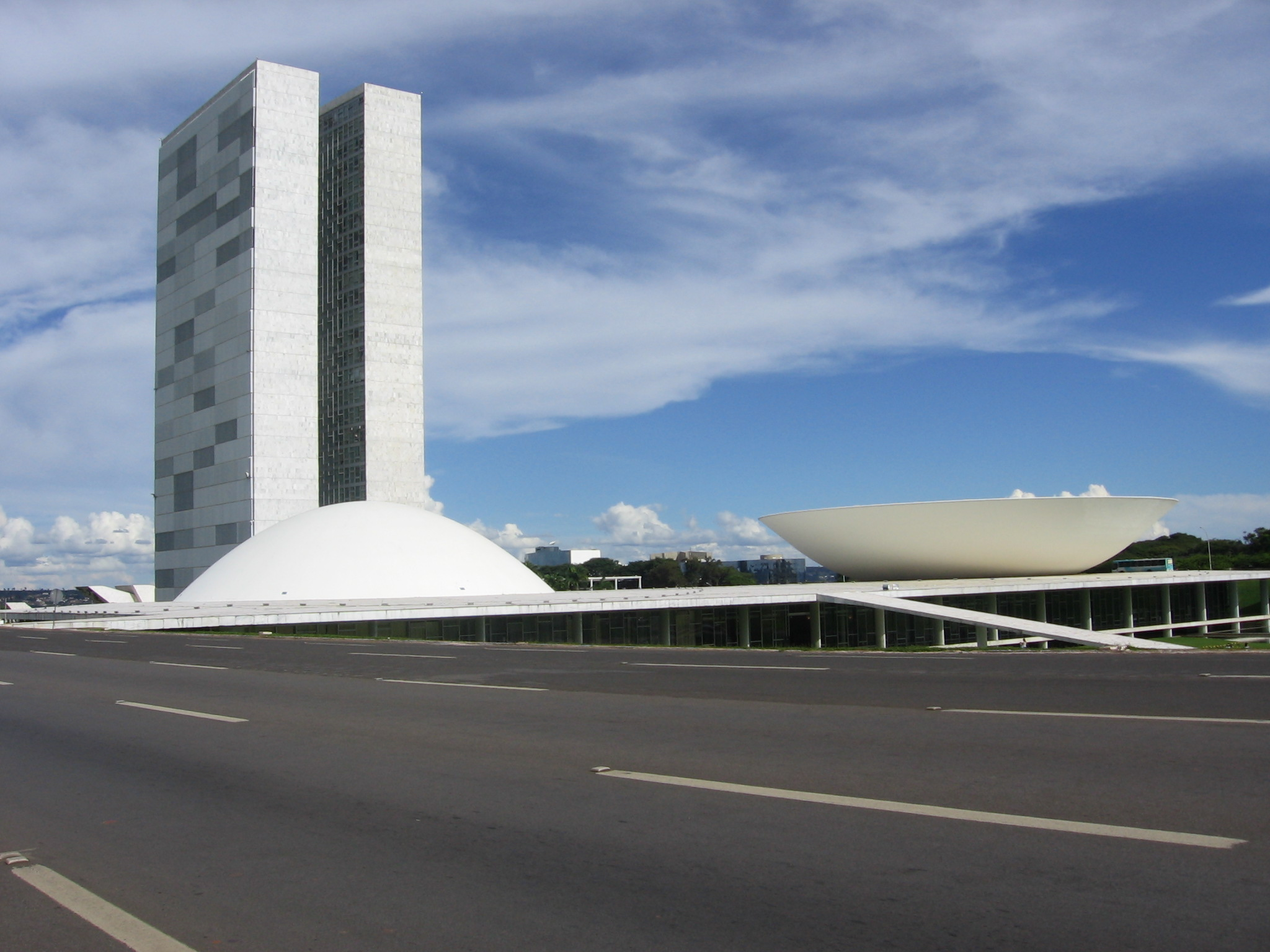
Clădirea Congresului național, Brasília
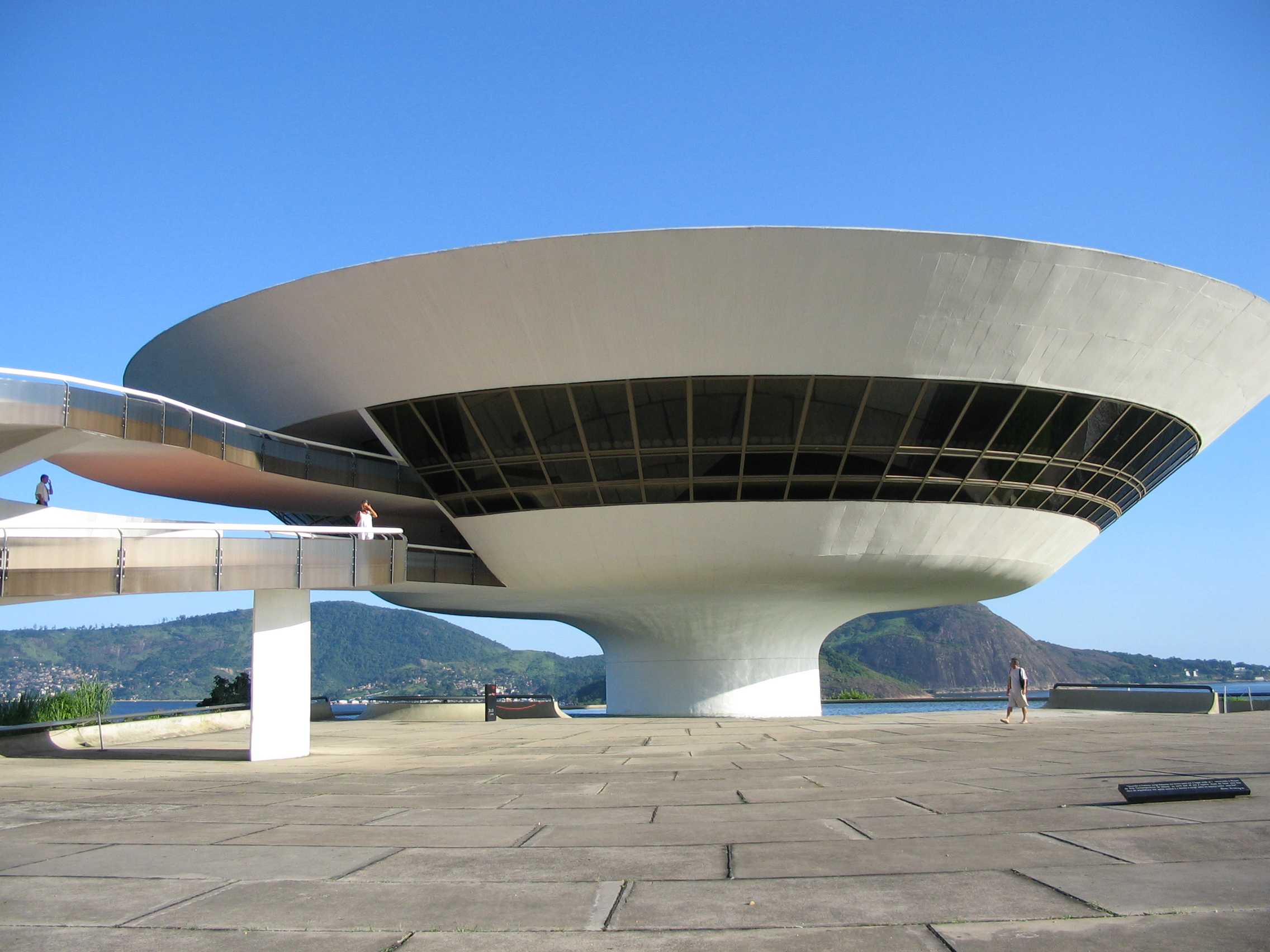
Muzeul de artă contemporană Niterói
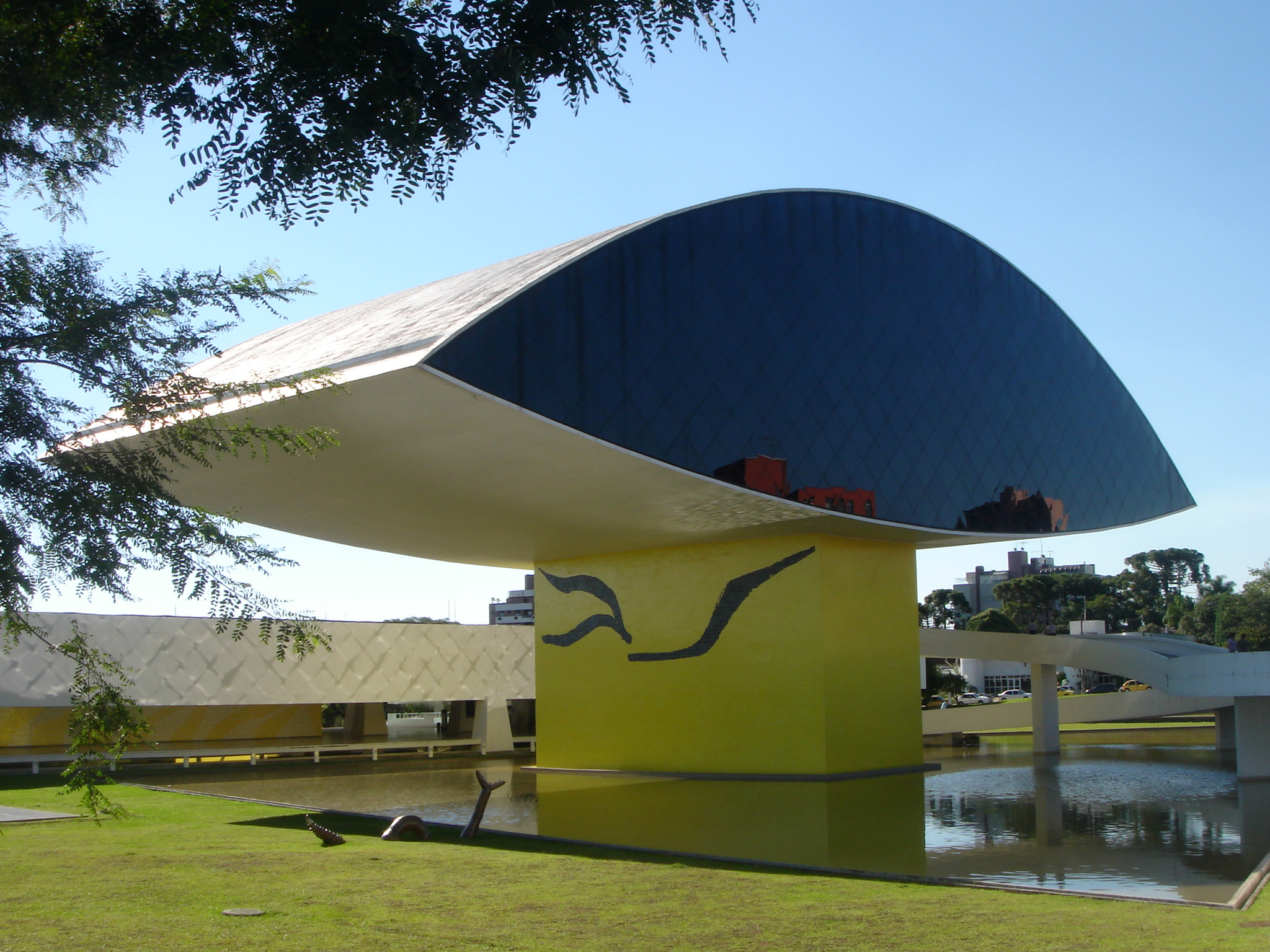
Muzeul Oscar Niemeyer (numit și NovoMuseu), Curitiba, Brazilia
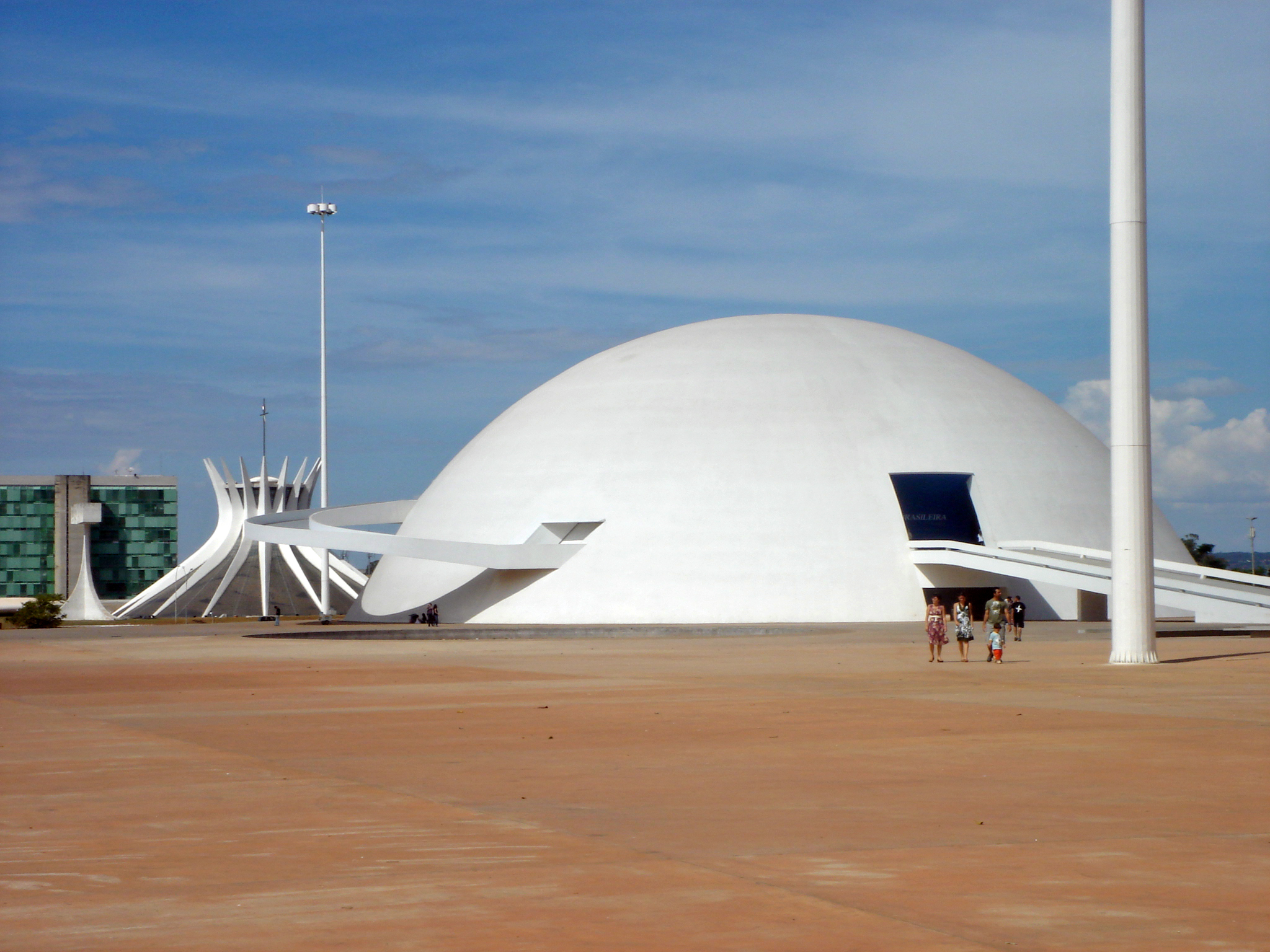
Muzeul Național al Braziliei, Brasilia, D.F.
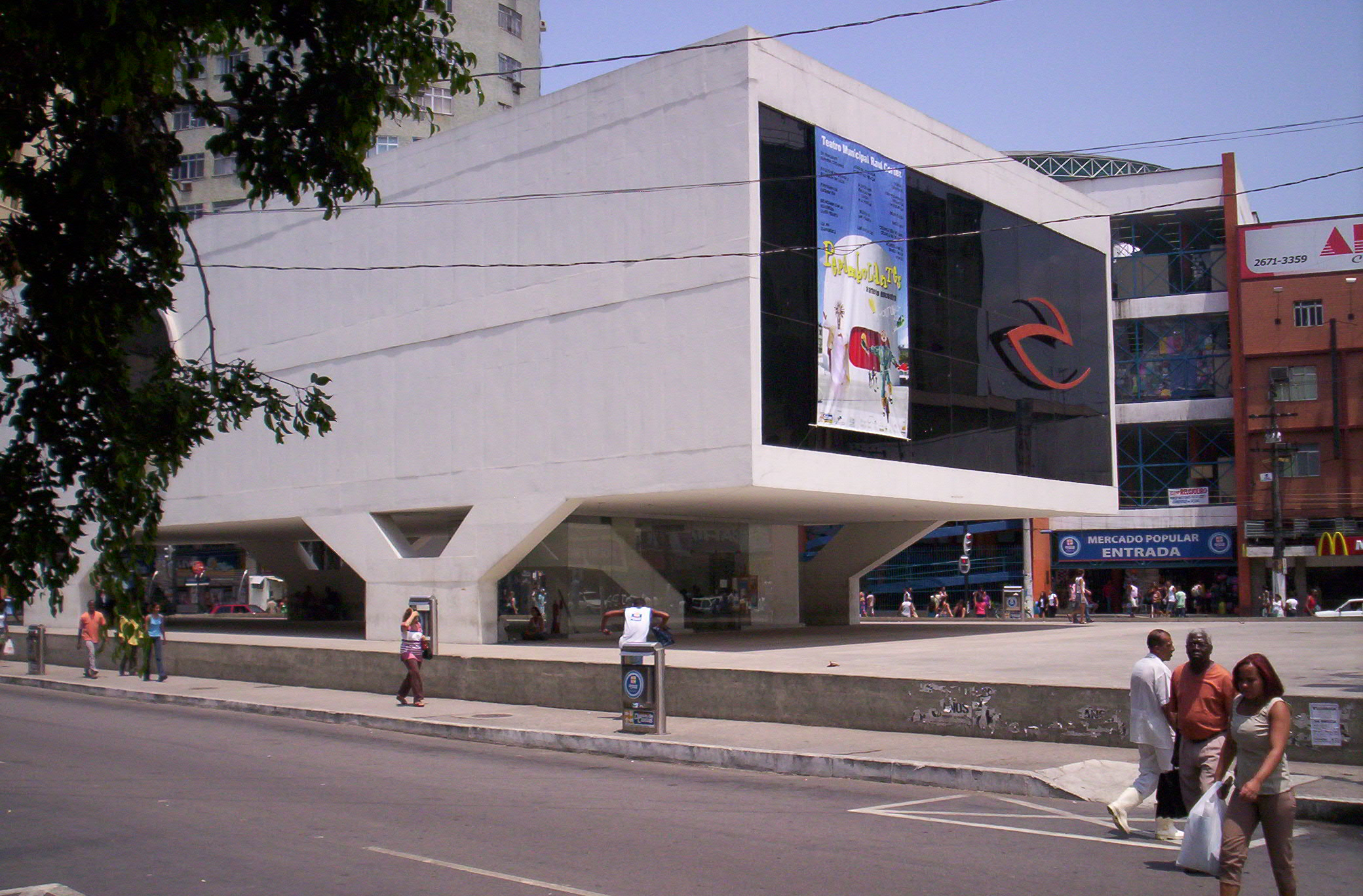
Biblioteca municipală, Duque de Caxias, statul Rio de Janeiro, Brazilia
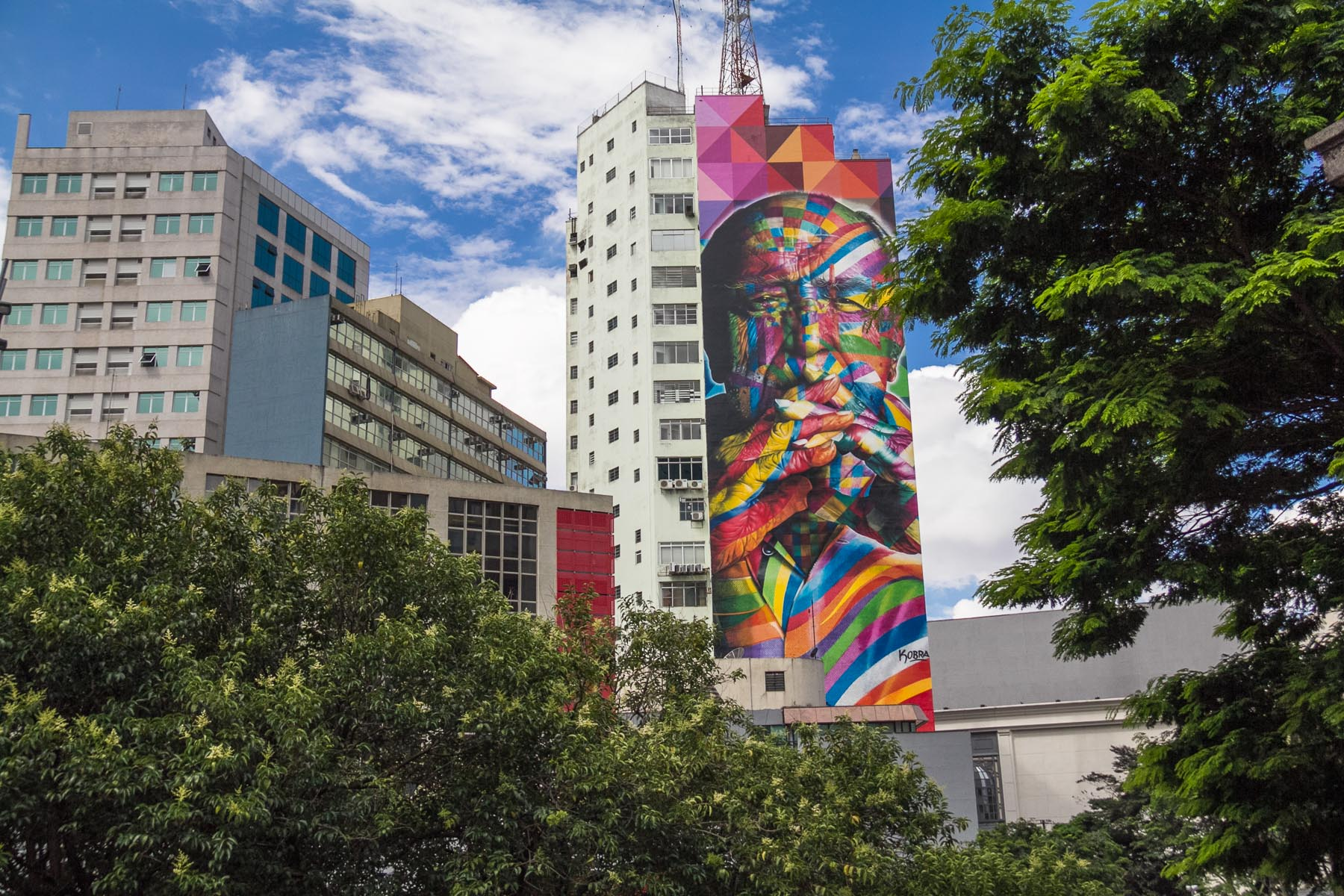
Imensă pictură murală pe celebra Avenida Paulista din Sao Paolo, onorându-l pe Oscar Niemeyer